# Raïon de Tymovskoïe
Le raïon de Tymovskoïe (russe : Тымовский райо́н) est l'une des dix-sept subdivisions administratives (raïons) de l'oblast de Sakhaline, à l'est de la Russie. 

## Géographie
En tant que division municipale, il est intégré à l'okroug urbain de Tymovskoïe. Il est situé au centre de l'oblast. Sa superficie est de 6 312,7 km2. Son centre administratif est la ville de Tymovskoïe. 

## Population
La population du raïon était de 16 212 (2010); 19 099 (2002) 25 774 (1989).